# Шепер, Франьо
Фра́ньо Ше́пер (хорв. Franjo Šeper; 2 октября 1905, Осиек, Австро-Венгрия — 30 декабря 1981, Рим, Италия) — хорватский кардинал. Титулярный епископ Филипполиса Фракийского и вспомогательный епископ Загреба с 22 июля 1954 по 10 февраля 1960. Архиепископ Загреба с 10 февраля 1960 по 20 августа 1969. Префект Священной Конгрегации доктрины веры с 20 августа 1968 по 25 ноября 1981. Председатель Международной теологической комиссии с 11 апреля 1969 по 25 ноября 1981. Председатель Папской Библейской Комиссии с 27 марта 1971 по 25 ноября 1981. Кардинал-священник с 22 февраля 1965, с титулом церкви Санти-Пьетро-э-Паоло-а-Виа-Остиенсе с 25 февраля 1965.

## Биография
Родился 2 октября 1905 года в Осиеке, тогда Австро-Венгрия, ныне — Хорватия в семье портного и швеи. В 1910 году семья переехала в Загреб. Учился в Загребе и Риме, 26 октября 1930 года рукоположен в священники. В 1941 году назначен ректором Загребской семинарии, этот пост он сохранял на протяжении 10 лет, несмотря на частую смену власти в стране в этот трагический период.
22 июля 1954 года был назначен титулярным епископом Филипполиса во Фракии и епископом-помощником Загребского архиепископа. Фактически Шепер руководил епархией в это время, поскольку архиепископ Алоизие Степинац находился под домашним арестом, осуждённый режимом Тито. Епископская хиротония состоялась 21 сентября 1954 года. Главным консекратором на ней был архиепископ Йосип Антун Уйчич. Епископским лозунгом Франьо Шепер избрал фразу «Veritatem facientes in caritate» («Истина в любви»).
После смерти 10 февраля 1960 года кардинала Алоизие Степинаца, 5 марта 1960 года был возведён на кафедру Загреба. Был одним из отцов Второго Ватиканского собора, принимал участие во всех четырёх сессиях. 22 февраля 1965 года папой Павлом VI назначен кардиналом с титулом церкви Санти-Пьетро-э-Паоло-а-Виа-Остиенсе.
Внёс значительный вклад в восстановление в 1966 году дипломатических отношений между социалистической Югославией и Ватиканом, которые были разорваны в 1952 году вследствие возведения в кардиналы находившегося в тюрьме Степинаца.
20 августа 1968 года был назначен префектом Священной Конгрегации доктрины веры, годом позже оставил загребскую кафедру и переехал в Ватикан. Его преемником на посту архиепископа-митрополита Загреба и примаса Хорватии, стал Франьо Кухарич.
С 1969 года возглавлял Международную теологическую комиссию, с 1971 года — Папскую библейскую комиссию.
25 ноября 1981 года подал в отставку со всех постов в возрасте 76 лет по причине тяжёлой болезни. На посту префекта Конгрегации доктрины веры его сменил Йозеф Ратцингер (будущий папа Бенедикт XVI).
Скончался в Риме 30 декабря 1981 года. Похоронен в Загребском соборе.